# Elegia acockii
Elegia acockii är en gräsväxtart som först beskrevs av Neville Stuart Pillans, och fick sitt nu gällande namn av Moline och Hans Peter Linder. Elegia acockii ingår i släktet Elegia och familjen Restionaceae. Inga underarter finns listade i Catalogue of Life.